# Gens Cassia
De gens Cassia was een van de oudste gentes in het Imperium Romanum.
De Via Cassia die tot Arretium liep, was aangelegd door leden van deze gens. Het Italiaanse dorp Cassano Irpino voert zijn naam traditioneel terug op de gens Cassia.

## Bekende leden van degens Cassia
- Spurius Cassius Vecellinus, consul
- Gaius Cassius Longinus, consul in 171 v.Chr.
- Quintus Cassius Longinus, consul in 164 v.Chr.
- Gaius Cassius Longinus, consul in 124 v.Chr.
- Lucius Cassius Longinus, consul in 107 v.Chr.
- Gaius Cassius Longinus, consul in 96 v.Chr.
- Gaius Cassius Longinus, consul in 73 v.Chr.
- Lucius Cassius Longinus, consul in 30 v.Chr.
- Lucius Cassius Hemina, annalist
- Lucius Cassius Longinus Ravalla, consul
- Quintus Cassius Longinus, quaestor
- Gaius Cassius Longinus, tirannendoder
- Gaius Cassius Longinus, jurist
- Lucius Cassius Longinus, tribunus
- Cassius Parmensis, (II; jurist en tirannendoder)
- Cassius Severus, redenaar
- Cassius Chaerea, centurio
- Avidius Cassius, soldaat en usurpator
- Cassius Apronianus, vader van Dio Cassius
- Lucius Cassius Dio (Cocceianus), historicus, senator en tweemaal consul
- Cassius Dio, consul in 291